# 보하이만
보하이만(중국어 간체자: 渤海湾, 정체자: 渤海灣, 병음: Bóhǎi Wān, 한자음: 발해만)은 황해에서 가장 내륙 깊은 곳에 위치한 보하이해 안에 있는 세 개의 만 중 하나이다.
보하이만은 톈진과 허베이성과 경계를 접하고 있다. 보하이해의 3개 만은 남쪽의 라이저우만, 북쪽의 랴오둥만 그리고 서쪽의 보하이만이다.
북반구의 바다 중에서 겨울에 해빙이 관측되는 최남단의 바다이기도 하다.

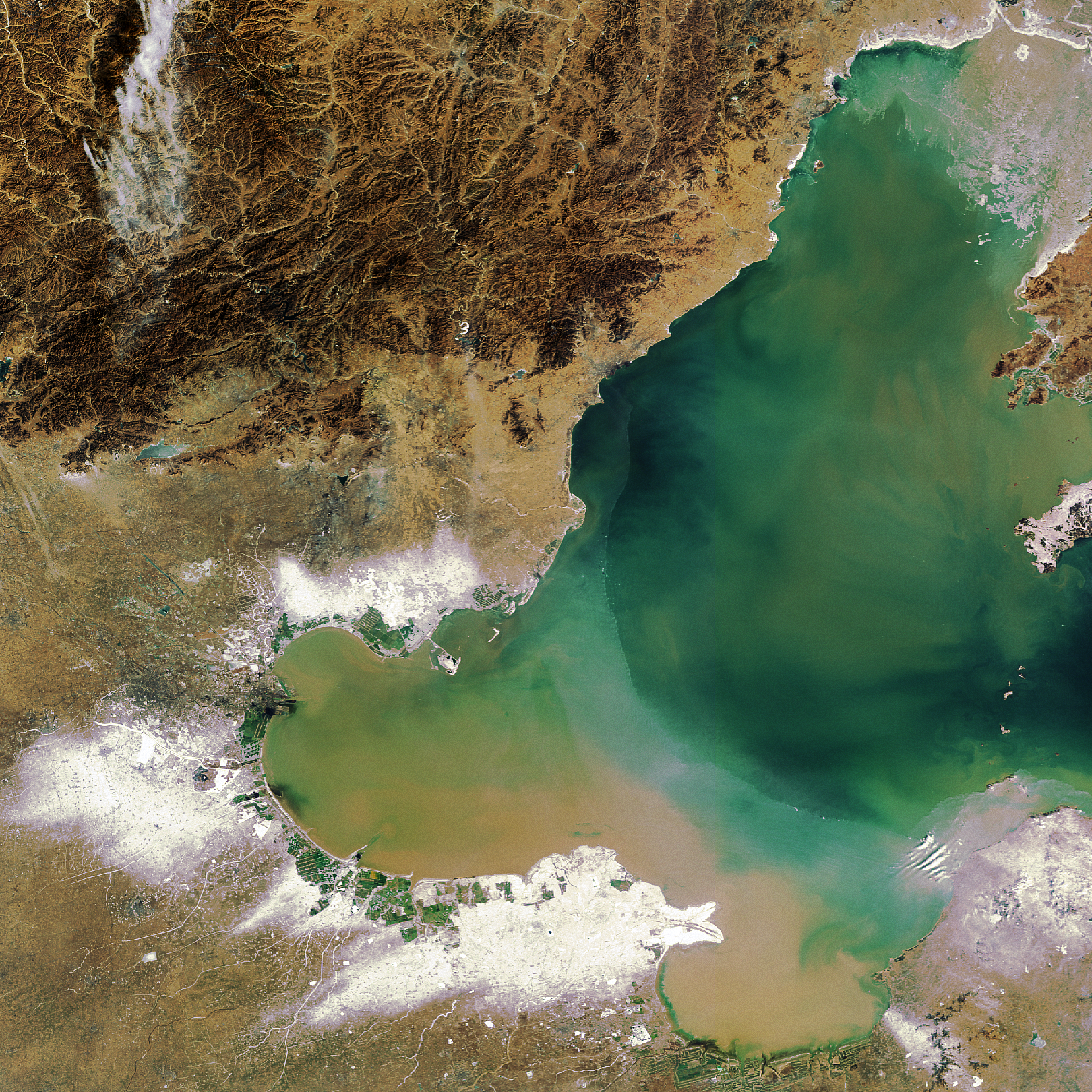
보하이만의 항공 사진

## 기상 현상
보하이만은 겨울 중에 해기차가 커서 중화인민공화국 산둥성과 대한민국 서부 해안에 큰 폭설을 불러온다.

## 같이 보기
- 보하이해